# 전설의 파이터
"전설의 파이터"는 2020년에 개봉한 대한민국의 영화이다.

## 캐스팅
- 황정하 : 상구 역
- 심수영 : 민국 역
- 박혜윤 : 해지 역
- 김대한 : 장우 역
- 강신형 : 문재 역
- 맹재렬 : 남희 역
- 김혜지 : 은정 역
- 이재한 : 광욱 역
- 이세호 : 병준 역
- 이유한 : 용섭 역
- 남태하 : 민섭 역
- 문만승 : 만승 역
- 김민휘 : 민철 역
- 김현종 : 성민 역
- 신형근 : 준희 역
- 정경철 : 명수 역
- 김휘서 : 기찬 역
- 최지안 : 선하 역
- 심다현 : 오프닝 1 역
- 김형진 : 오프닝 2 역
- 권오윤 : 오프닝 3 역
- 조성구 : 몽타주 1 역
- 김동윤 : 몽타주 2 역
- 이남규 : 학생 1 역
- 유시윤 : 학생 2 역
- 김정원 : 학생 3 역
- 신동준 : 학생 4 역
- 김관형 : 학생 5 역
- 이지우 : 학생 6 역
- 최진림 : 학생 7 역
- 황정준 : 학생 8 역
- 조현호 : 학생 9 역
- 이민형 : 학생 10 역
- 임성환 : 학생 11 역
- 박기찬 : 학생 12 역
- 조수연 : 학생 13 역
- 조남혁 : 학생 14 역
- 엄윤성 : 학생 15 역
- 전재광 : 학생 16 역
- 김우성 : 학생 17 역
- 김도윤 : 학생 18 역
- 조수호 : 학생 19 역
- 김진성 : 택배기사 역
- 김성훈 : 운전자 역
- 리주영 : 편의점 손님 역